# Acuario y museo de historia natural de Cracovia
El Acuario y museo de historia natural de Cracovia (en polaco: Aquarium i Muzeum Przyrodnicze w Krakowie) anteriormente el Museo Natural de Ciencias del Instituto de Sistemática y Evolución de los Animales (PAS) es acuario y un museo público en San Sebastián en Cracovia, en el país europeo de Polonia. Posee un rinoceronte lanudo prehistórico conservado en perfecto estado, el único espécimen del mundo conservado en su totalidad de este animal extinto hace más de 12 mil años.
En la actualidad, el núcleo de la exposición del museo es un exotarium y un acuario. La actual estructura organizativa de la exposición incluye acuarios de agua dulce y marina. También cuenta con exposiciones de rinocerontes, fósiles y minerales.